# Challenger de Turín 2023
El torneo Piemonte Open 2023, denominado por razones de patrocinio Piemonte Open Intesa Sanpaolo fue un torneo de tenis perteneció al ATP Challenger Tour 2023 en la categoría Challenger 175. Se trató de la 1ª edición; el torneo tuvo lugar en la ciudad de Turín (Italia), desde el 15 hasta el 20 de mayo de 2023 sobre pista de tierra batida al aire libre.

## Jugadores participantes del cuadro de individuales
| Favorito | País                      | Jugador               | Rank1 | Posición en el torneo |
| -------- | ------------------------- | --------------------- | ----- | --------------------- |
| 1        | Bandera de Argentina      | Sebastián Báez        | 40    | Semifinales           |
| 2        | Bandera de Colombia       | Daniel Elahi Galán    | 94    | Semifinales           |
| 3        | Bandera de Perú           | Juan Pablo Varillas   | 97    | Segunda ronda         |
| 4        | Bandera de Argentina      | Juan Manuel Cerúndolo | 105   | Segunda ronda         |
| 5        | Bandera de Japón          | Taro Daniel           | 109   | Segunda ronda         |
| 6        | Bandera de Japón          | Yosuke Watanuki       | 111   | Primera ronda         |
| 7        | Bandera de Estados Unidos | Aleksandar Kovacevic  | 113   | Primera ronda         |
| 8        | Bandera de Alemania       | Oscar Otte            | 114   | Primera ronda         |

- 1 Se ha tomado en cuenta el ranking del 8 de mayo de 2023.

### Otros participantes
Los siguientes jugadores recibieron una invitación (wild card), por lo tanto ingresan directamente al cuadro principal (WC):
- Flavio Cobolli
- Edoardo Lavagno
- Gabriele Piraino

Los siguientes jugadores ingresan al cuadro principal tras disputar el cuadro clasificatorio (Q):
- Aleksandr Braynin
- Salvatore Caruso
- Federico Gaio
- Stefano Napolitano

## Campeones

### Individual Masculino
- Dominik Koepfer derrotó en la final a  Federico Gaio, 6–7(5), 6–2, 6–0

### Dobles Masculino
- Andrey Golubev /  Denys Molchanov derrotaron en la final a  Nathaniel Lammons /  John Peers, 7–6(4), 6–7(6), [10–5]